# Vandopsis
Vandopsis é um género botânico pertencente à família das orquídeas (Orchidaceae).